# Янов (Киевская область)
Янов (укр. Янів) — посёлок в Киевской области Украины, входящий в состав зоны отчуждения Чернобыльской АЭС.
В связи с радиационным загрязнением в результате аварии на Чернобыльской АЭС жители посёлка 27 апреля 1986 года отселены. Из-за невозможности проведения эффективной дезактивации в декабре 1987 года большинство зданий разрушено и захоронено. Снят с учёта 1 апреля 2003 года.

## География
Расположен к югу от города Припять.
Имеется железнодорожная станция Янов.

## История
Янов, как населённый пункт, упоминается в исторических документах с XVIII века. По имеющимся данным в 1986 году население посёлка составляло около сотни жителей.
В ходе развития успеха Чернигово-Припятской операции 3—15 октября 1943 года в районе посёлка Янов шли кровопролитные бои. В посёлке расположен мемориал, на котором похоронены погибшие воины-освободители. Среди них Герой Советского Союза, пулемётчик гвардии сержант Николай Андреевич Петров.

### Карты
- Карта Google
- Лист карты M-36-I Припять. Масштаб: 1 : 200 000. Состояние местности на 1983-86 год. Издание 1986 г.
- Лист карты M-36-13 Припять. Масштаб: 1 : 100 000. Состояние местности на 1986 год. Издание 1986 г.